# 董懋中 (萬曆進士)
董懋中（1572年—？），字建叔，號黄庭，浙江绍兴府山陰縣籍，会稽县人。明朝政治人物。

## 生平
懋中事亲以孝闻，敬二兄如严父，万历十九年（1591年）辛卯科应天乡试第一百三十二名举人，四十一年（1613年）登癸丑科進士，授直隶常州府武进县知县，有惠政，校士多拔单寒，出诸生劉光斗于狱，擢刑部广东清吏司主事，晋员外郎，出知宁国府知府，均徭役，抑豪强，士民立祠。升大理寺右寺副，天啓六年八月升尚宝司卿。七年丁卯任山西乡试副考官。崇祯元年三月，以先前紏袁崇煥議欵之非，為科臣張承詔所駁，至是河南道御史范復粹復紏之，遂免官回籍闲住。崇祯二年，以察处借题辨复，改升京堂，列名逆案第八等。

## 家族
文简公董玘曾孙。祖父董思近，雲南尋甸府知府。父董祖庆，號久所，廪生，父卒于官，哀毁扶柩北归，事母尽孝，卒祀乡贤。母張氏。生三子：董懋史（庚子舉人）、董懋策（國子生）、董懋中。從兄董啓祥（同科舉人）。
长兄董懋史，字周噩，万历二十八年庚子科舉人，授鄞县学教谕，迁国子监博士，升抚州府同知，三署县篆，有“董外公”之谣，升福建运同，以前事罢归，崇祯二年己巳（1629年）卒。次兄董懋策，字揆仲，太学生，精于易理，学者称为“日铸先生”，设帳于蕺山之阳，受徒讲业，四方從游者岁踰数百人，学舍不足，皆租屋而居，其月旦总课必糊名易书，列以等第，时人比之白鹿书院，游成均，大司成冯梦桢待以国士。兄懋史，弟懋中相继登第，而策独不售，亡幾病卒，其友提学副使张汝霖为之私谥，置祠蕺山之巅。著述甚富，惟大易、床头私录、大学中庸讲意、与徐渭合评李贺诗，艺林宝之。